# Funny Girl (Lied)
Funny Girl ist ein Filmsong und Titeltrack aus dem gleichnamigen Film von William Wyler aus dem Jahr 1968. Er wurde von Barbra Streisand gesungen.

## Hintergrund
Der Song wurde, wie fast der komplette Soundtrack, von Songwriter Bob Merrill geschrieben und von Jule Styne komponiert. Beide waren auch für die vier Jahre vorher veröffentlichte Broadway-Version verantwortlich, in der es aber keinen gleichnamigen Song gab.
Im Film wird das Lied von Fanny Brice (gespielt von Barbra Streisand) gesungen, als ihr Ehemann Nicky Arnstein (gespielt von Omar Sharif) wegen Veruntreuung ins Gefängnis kommt. Das Lied ersetzt The Music That Makes Me Dance, das in der Bühnenversion gespielt wurde. Es handelt von den Schattenseiten des Komisch-Seins und behandelt die gemischten Gefühle von Fanny für ihren Ehemann.
Das Lied erhielt bei der Oscarverleihung 1969 eine Nominierung als Bester Song.

## Coverversionen
Im gleichen Jahr wie der Soundtrack veröffentlichten Diana Ross & The Supremes ihre eigene Version, bei der sie den Song coverten. Das Album Diana Ross & the Supremes Sing and Perform "Funny Girl" enthielt weitere neun Songs aus Musical und Film und erreichte Platz 150 der Billboard 200.
Im gleichen Jahr veröffentlichte auch Shirley Bassey den Song als B-Seite von This Is My Life (La Vita), die in Deutschland jedoch als Doppel-A-Seite erschien.
In der 1. Staffel der Fernsehserie Glee soll das Musical Funny Girl aufgeführt werden, so dass verschiedene Songs im Rahmen der 1. Staffel von unterschiedlichen Schauspielern gesungen werden. Idina Menzel singt in der 20. Episode der Serie den Song in ihrer Rolle als Shelby Corcoran. Ironischerweise war Idina Menzel 13 Jahre später im Gespräch, bei einer Neuauflage von Funny Girl auf dem Broadway zu spielen, verlor die Rolle jedoch an Glee-Kollegin Lea Michele.